# 호모젠티스산
호모젠티스산(영어: homogentisic acid) 또는 2,5-다이하이드록시페닐아세트산(영어: 2,5-dihydroxyphenylacetic acid)은 일반적으로 딸기나무(Arbutus unedo)의 꿀에서 발견되는 페놀산이다. 호모젠티스산은 식물의 병원체로 세균인 크산토모나스 캄페스트리스(Xanthomonas campestris) 및 야로위아속의 효모에도 존재하며, 갈색 색소의 생산과 관련이 있다. 하마의 붉은색 땀의 주요 성분 중 하나인 히포수도르산을 형성하기 위해 호모젠티스산은 산화적으로 이합체화 된다.
호모젠티스산은 일반적이지는 않지만 윌리엄 프라우트에 의해 명명된 멜란산(영어: melanic acid)으로도 알려져 있다.

## 인체 병리학
호모젠티스산과 알캅톤(alkapton)이라고 불리는 호모젠티스산의 산화물의 과도한 축적은 티로신의 분해 경로의 호모젠티스산 1,2-이산소화효소의 결함(일반적으로 돌연변이 때문임)으로 인한 것이며, 결과적으로 알캅톤뇨증과 관련이 있다.
|  |

## 대사 중간생성물
호모젠티스산은 페닐알라닌 및 티로신과 같은 방향족 아미노산의 이화작용에서의 대사 중간생성물이다.

## 같이 보기
- 4-하이드록시페닐피루브산